# ビッグ・リボウスキ
『ビッグ・リボウスキ』（The Big Lebowski）は、1998年製作のアメリカ映画。コーエン兄弟製作のコメディ映画。
同姓同名の大金持ちと間違えられ、誘拐事件に巻き込まれた男の騒動を描いている。

## ストーリー
1991年、ブッシュ政権下のロサンゼルス。自らをデュードと名乗る男、ジェフリー・リボウスキはある夜、2人組の男に自宅に押し入られ、身に覚えのない金の支払いを要求された上に、お気に入りの絨毯に小便を掛けられる。デュードが同姓同名の人違いだとわかると、闖入してきた男等はその場を去っていった。
ボウリングのチームメイトであるウォルターとドニーのアドバイスを受けたデュードは、絨毯を弁償してもらうためにもう一人のリボウスキ（ビッグ・リボウスキ）を探しあて、男が住む屋敷を訪れる。男は財団を持つ裕福な慈善家だったが、デュードの話を全く聞かずに彼を穀潰しの怠け者と罵り、けんもほろろに追い返す。デュードはひとまず絨毯を1枚持ち帰り、屋敷を出ようとする途中でリボウスキの若い妻・バニーに出くわす。
数日後、リボウスキの秘書ブラントはデュードを呼び出し、バニーが何者かに誘拐されてしまったため、デュードに身代金の引渡し役になってほしいと依頼する。当初はバニー側の狂言誘拐だと信じていなかったデュードだったが、高額な報酬と引き替えに依頼を快諾することにする。その夜、見知らぬ男女3人組に自宅に押し入られ、絨毯を奪われてしまう。
翌日、誘拐犯から身代金の要求があり、デュードはブラントから100万ドルが入ったブリーフケースと携帯電話を預かる。身代金の引き渡しに向かう途中、ウォルターが無理やり同行し人質を取り戻して金も奪おうとするが、ウォルターが用意した偽のブリーフケースだけ奪われ、犯人を取り逃がしてしまう。デュードとウォルターはひとまずボウリングをした後、身代金の受渡は無事に済んだと嘘をつくことにするが、駐車場に向かうとブリーフケースを置いたままにして停めていた車が盗まれていた。
翌日、自宅で警官に被害状況の説明をしていると、リボウスキの実娘で前衛アーティストのモードから、絨毯を盗んだのは自分であるという電話が入る。彼女はデュードを自分のアトリエに呼び出し、父親とバニーの素性を明かした後、用意した身代金は財団の資金であることを伝え、報酬の1割と引き換えに身代金の奪還を依頼する。
依頼を快諾しモードのアトリエから帰る途中、デュードは尾行していたリボウスキとブラントに車の中へ押し込まれ、誘拐犯が身代金を受け取っていないことを非難される。なおも誤魔化そうとするデュードに対し、リボウスキとブラントは、デュードに何者かの切り落とされた足の親指を見せ、今後バニーの身に何か起きた場合、デュードの身にも危害を加えると警告する。焦ったデュードはウォルターに相談するが、狂言誘拐と先に言ったのはデュードであり、送られた指は偽物だとウォルターにはまともに相手にされない。その夜、風呂で寛いでいたデュードの下に、警察から盗難車が見つかったと電話が入る。そこへ3人組のニヒリストが押し入り、金を渡さなければ股間を切り落とすと脅し去っていく。再度ウォルターに相談を持ち掛けたデュードだったが、またしてもまともに取り合わないウォルターと喧嘩し、険悪な関係になってしまう。そんなデュードを見かねたカウボーイハットの男は、もっと気楽に生きるようデュードを励ます。盗難された車を取りに行ったデュードだったが、ブリーフケースは入っておらず、代わりにラリー・セラーズという高校生のテストの答案用紙が見つかる。ウォルターが探し出したラリーの自宅へ向かったデュード達だったが、ラリーは口を割らず、ブリーフケースの行方は分からずじまいに終わった。
翌日、最初に押し入った2人組の男が自宅に現れ、デュードは2人の雇い主ポルノ監督ジャッキー・トリホーンの下へ呼び出される。バニーに多額の金を貸しているジャッキーは、身代金の行方を白状するよう要求するが、答えることのできないデュードはラリーの話をするも信じてもらえず、ホワイト・ロシアンに薬を盛られて意識を失ってしまう。目を覚ましたデュードはマリブ警察に保護されるが、所長はデュードの何もかもを気に入らず、暴力を加えた上に警察署をたたき出す。帰りのタクシー内でも運転手と口論になったことで、デュードは徒歩で自宅へと帰る。自宅付近で、密かにデュードを尾行していた私立探偵の男と会ったデュードは、男からバニーの捜索で情報交換を持ち掛けられるが拒否し自宅へと戻る。暫くした後モードが現れ、二人はセックスをする。ピロートークの後マリファナを吸っていたデュードは、バニーの誘拐と身代金の行方について一つの考えを思いつく。デュードは、誘拐は金に煩いリボウスキから金を巻き上げるためのバニーと友人たちの狂言であり、バニーの浪費癖に耐えかねていたリボウスキも、誘拐によって彼女が殺されてしまえば都合がいいと考えており、最初から金を用意していなかったと推測する。ウォルターを連れてリボウスキの豪邸へと向かうと既にバニーは帰宅していた。リボウスキの下へ向かった二人はデュードの推測を聞かせるが、リボウスキは推測をあっさりと事実だと認める。拍子抜けしたデュードはそのまま帰ろうとするが、激怒したウォルターがリボウスキに暴行を加えてしまい、気まずいままその場をさる。
全てが解決し、ドニーも加わりボウリングをしていたデュード達だったが、駐車場にまだ事態が解決したことを知らない3人組のニヒリストが現れ、デュードの車を燃やしてしまう。話し合いの末、事態を理解したニヒリスト達は、危害を加えない代わりに金を要求するも、ウォルターが拒否したため乱闘に発展してしまう。乱闘の末、ニヒリストを撃退したデュード達だったが、乱闘の最中にドニーが心臓発作を起こし、そのまま死んでしまう。身寄りのないドニーの遺骨を引き取ったデュードとウォルターだったが、埋葬費用が払えないため遺灰を海へと散骨することを決める。海辺でウォルターがドニーへの弔いの言葉をかけた後、遺灰を散骨するつもりが、遺灰は風に流されてデュードの顔にかかってしまう。やり場のない悲しみを感じたデュードはウォルターに八つ当たりするが、そんなデュードをウォルターはボウリングへと誘う。
その後、元気を取り戻したデュードは、ボウリング場でカウボーイハットの男と再会する。デュードが去った後男は観客に向けて、デュードが立ち直ったこと、モードにもうすぐ子供が産まれることを語りかける。

## 登場人物・キャスト
ジェフリー・“デュード”・リボウスキ
演 - ジェフ・ブリッジス
学生時代は反戦活動に参加していたスラッカー。メタリカのマネージャーに就いていた頃もあったが、さしたる目的も欲も無い末に無職で街一番の不精者となった。ホワイトルシアンを好み、マリファナを吸う。友人たちとボウリング大会に参加している。
ウォルター・ソブチャック
演 - ジョン・グッドマン
ベトナム戦争退役軍人で防犯ショップの経営者。デュードのボウリングのチームメイトで親友。つねに拳銃を所持している。ユダヤ人ではないが、ユダヤ人の前妻の影響で改宗した厳格なユダヤ教徒であり、サバトの日には何もしない。ドニーが何か話そうとする度に遮る。すぐにベトナム戦争の話題を出し、デュードをいらつかせる。
セオドア・ドナルド・“ドニー”・カラボッソス
演 - スティーヴ・ブシェミ
小心者のサーファー。デュードのチームメイト。ゲームを真面目に楽しんでいる。なにか話そうとする度にウォルターに遮られるため、デュードらが関わっている事件が見えていない。そのためセリフが少ないのだが、これはコーエン兄弟の前作『ファーゴ』でブシェミが非常にお喋りな役を演じたためにセリフを極力減らしたからだという。
ジェフリー・リボウスキ
演 - デヴィッド・ハドルストン
通称“ビッグ・リボウスキ”。朝鮮戦争の時の後遺症で脚に障害を持ち、車椅子に乗っている大富豪。現在の妻はバニーであり、モードは亡くなった妻との子。
モード・リボウスキ
演 - ジュリアン・ムーア
“ビッグ・リボウスキ”が亡くなった妻との間にもうけた娘。フェミニストの前衛芸術家。結婚はしていないが子供を欲しがっている。
バニー・リボウスキ
演 - タラ・リード
“ビッグ・リボウスキ”のトロフィーワイフ。ポルノ映画に出演した過去がある。明らかにモードより若い。緑色のペディキュアをしている。本名はフォーン（Fawn Gunderson）。ミネソタの両親の元から家出し、捜索願いが出されていた。
ブラント
演 - フィリップ・シーモア・ホフマン
“ビッグ・リボウスキ”の忠実な秘書。二人のリボウスキをつなげる役割を果たす。
ウーリ・コンコル
演 - ピーター・ストーメア
ニヒリスト集団のリーダー格。カール・ハンガスと言う名前でポルノ映画に出演した過去がある。ニヒリスト集団は全員ドイツ人であり、ドイツ語訛りの英語を話す。彼らは元ミュージシャンで「アウトバーン」というアルバムを出したことがあるという設定であり、モデルはクラフトワークである。
ジーザス・クインターナ
演 - ジョン・タトゥーロ
ボウリング大会準決勝でのデュードたちの対戦相手。少年愛者で露出狂。ラテンアメリカ系訛りの英語を話す。
スモーキー
演 - ジミー・デイル・ギルモア
ボウリング場でウォルターにピストルを突き付けられていた男。良心的兵役拒否者。ギルモアは、テキサスの有名なカントリー・ミュージシャン。
ノックス・ハーリントン
演 - デヴィッド・シューリス
ビデオアーティスト。モード・リボウスキの友人。スキンヘッド。
マリブ警察署長
演 - レオン・ラッサム
マリブの警察署長。ファシスト。
ダ・フィーノ
演 - ジョン・ポリト
いわば探偵。雇い主はバニーの両親。
ジャッキー・トリホーン
演 - ベン・ギャザラ
リッチなポルノ映画プロデューサー。闇金融のボスという裏の顔を持つ。バニーを探している。
ザ・ストレンジャー
演 - サム・エリオット
この映画の語り部。ボウリング場にあるバーでたびたびデュードの隣に座るカウボーイ風の男。テキサス訛り。

### 備考
ミュージシャンのエイミー・マン、および、レッド・ホット・チリ・ペッパーズのフリーがニヒリストの一人として出演している。

## 日本語吹替
| 役名                                       | 俳優                           | 日本語吹替   | 日本語吹替  |
| 役名                                       | 俳優                           | VHS・旧DVD版 | BD・新DVD版 |
| ------------------------------------------ | ------------------------------ | ------------ | ----------- |
| ジェフリー・“デュード”・リボウスキ         | ジェフ・ブリッジス             | 山路和弘     | 菅生隆之    |
| ウォルター・ソブチャック                   | ジョン・グッドマン             | 玄田哲章     | 玄田哲章    |
| セオドア・ドナルド・“ドニー”・カラボッソス | スティーヴ・ブシェミ           | 小杉十郎太   | 二又一成    |
| ジェフリー・リボウスキ                     | デヴィッド・ハドルストン       | 有川博       | 樋浦勉      |
| モード・リボウスキ                         | ジュリアン・ムーア             | 土井美加     | 唐沢潤      |
| バニー・リボウスキ                         | タラ・リード                   | 高橋理恵子   | 石塚理恵    |
| ブラント                                   | フィリップ・シーモア・ホフマン | 宮本充       | 石住昭彦    |
| ウーリ・コンコル                           | ピーター・ストーメア           | 荒川太郎     | 家中宏      |
| ジーザス・クインターナ                     | ジョン・タトゥーロ             | 井上倫宏     | 中村秀利    |
| ノックス・ハーリントン                     | デヴィッド・シューリス         | 家中宏       | 牛山茂      |
| マリブ警察署長                             | レオン・ラッサム               | 稲葉実       | 広瀬正志    |
| ダ・フィーノ                               | ジョン・ポリト                 | 西村知道     | 宝亀克寿    |
| ジャッキー・トリホーン                     | ベン・ギャザラ                 | 羽佐間道夫   | 勝部演之    |
| ザ・ストレンジャー                         | サム・エリオット               | 勝部演之     | 大塚周夫    |

## 作品解説
- 映画の脚本自体は、1991年公開の『バートン・フィンク』とほぼ同時期に書かれたものであるが、当時のコーエン兄弟は彼らの望んだスタッフや俳優を起用できなかったため製作を延期していた。前作の『ファーゴ』の成功で自分たちの望む映画を作れるようになったコーエン兄弟が、改めて製作に取り掛かった作品だとされる[2]。

- 映画のタイトルである『ビッグ・リボウスキ』は、チャンドラーの代表作である『大いなる眠り』（原題：The Big Sleep）からとられている[3]。当初コーエン兄弟は、レイモンド・チャンドラーのハードボイルド小説のような語り口の映画を作ろうとしていた。主人公が不可解な事件に巻き込まれ、怪しげな人物たちと出会い、事件の真相を探るという映画の基本的な構造は、チャンドラー作品と相似している[4]。主人公が悪漢に気絶させられ、夢や幻覚を見るという筋書きも、ハードボイルド小説ではありがちなものである。
- 本作は「最も多く"fuck"が使われた映画」に、計260回で29位にランクインしている。ただし殆どは、デュードとウォルターのセリフである（各々100回以上）。[5]
- 『ジーザス・ロールズ』；ジーザス・クインターナを主人公とするスピンオフ・ドラマが、ジョン・タトゥーロの主演・監督で制作され、2020年にアメリカで公開された。[6]。
- 『リボウスキ・フェスティバル』：映画の熱狂的なファンによって、毎年開催されているボウリング・イベント。ホワイト・ルシアンを飲みながら、映画の好きな登場人物に扮してボウリングをするというもの。2002年の第1回大会はルイビル、それ以降は毎年違う都市で開催されている[7]。
- 『デュードイズム』:主人公デュードの生き方と、道教やエピクロス主義の哲学が融合したライフスタイル。映画の熱狂的なファンによって設立された団体の名前でもある。[8]

### 配役
主人公のヒッピー崩れのダメ男デュードを、ジェフ・ブリッジスが演じている。ブリッジズは初めて映画の脚本を読んだ時、自分がデュードを演じるために生まれてきたように思えた、と語っている。
デュードのボウリング大会でのチームメイトや対戦相手を、ジョン・グッドマンやスティーブ・ブシェミ、ジョン・タトゥーロらコーエン兄弟制作映画の常連たちが演じているが、いずれの役もコーエン兄弟が彼らの起用を脚本執筆の時から想定して書いたものである。

## 登場人物のモデル
- デュードのモデルとなったのは、過激な反戦運動で知られる映画プロデューサーのジェフ・ダウドである。ダウドはコーエン兄弟が処女作の『ブラッド・シンプル』の配給先を探している時にそれを手助けした、いわば兄弟にとっての恩人ともいえる人物であった。
- ウォルターのモデルの一人は、コーエン兄弟の友人であり、映画作家・監督のジョン・ミリアスである。彼も軍国主義、右翼思想で、銃器マニアである。
- モード・リボウスキのモデルは、オノ・ヨーコと、アクション・ペインティングなどで有名なキャロリー・シュニーマンである。[9]

## サウンドトラック
| No. | 曲名                              | アーティスト名                                             |
| --- | --------------------------------- | ---------------------------------------------------------- |
| 1   | The Man in Me                     | ボブ・ディラン                                             |
| 2   | Her Eyes Are a Blue Million Miles | キャプテン・ビーフハート                                   |
| 3   | My Mood Swings                    | エルヴィス・コステロ                                       |
| 4   | Ataypura                          | イマ・スマック                                             |
| 5   | Traffic Boom                      | ピエロ・ピッチオーニ                                       |
| 6   | I Got It Bad                      | ニーナ・シモン                                             |
| 7   | Stamping Ground                   | ムーンドッグ                                               |
| 8   | Just Dropped In                   | ケニー・ロジャース (カントリー歌手)                        |
| 9   | Walking Song                      | メレディス・モンク                                         |
| 101 | Glück das mir verblieb            | エーリヒ・ヴォルフガング・コルンゴルト, アントン・デルモタ |
| 11  | Lujon                             | ヘンリー・マンシーニ                                       |
| 12  | ホテル・カリフォルニア (曲)       | ジプシー・キングス                                         |
| 13  | Technopop                         | カーター・バーウェル                                       |
| 14  | Dead Flowers                      | タウンズ・ヴァン・ザント                                   |

## 反響・評価
- 映画は1998年3月6日に北米で公開され、約1700万ドルの興行収入をあげた。興行的には制作費を若干上回る程度の利益しかあげられず、批評的にも前作『ファーゴ』以上の作品を期待していた多くの評論家たちを失望させた。
- 公開当時は批評的にも興行的にも今ひとつの評価だった本作品だが、DVDが発売されると徐々にブームに火が付き、一躍人気映画となった。深夜に観る映画のチョイスとして、主に若者たちから支持を集めたともいわれる[10]。2012年現在ではカルト映画として一部の熱狂的ファン[誰?]から絶大な支持を受けている。ブリッジスが本作品で見せた自然体の演技は高く評価されている[誰によって?]。
- 1998年度のベルリン国際映画祭では金熊賞の候補となったが、受賞には至らなかった。
- 2003年にはエンターテイメント・ウィークリー誌のカルト映画トップ50で第34位にランクインした。